# 堂邑父
堂邑父是中國漢朝時的西域胡人，姓堂邑氏，名胡奴甘父，另说是堂邑县人家胡奴，名甘父，省略甘字，称堂邑父。
建元二年（前139年），汉武帝命张骞第一次出使西域时，他作为助手和嚮導，优秀的射手，他们取道陇西，出使大月氏，相约夹攻匈奴。途中历经艰险，常射禽兽以充饥。和張騫一起被匈奴人所抓，被拘留共十年。后与张骞逃出，经葱岭，历大宛、大月氏、大夏、康居，沿昆仑山穿羌族地区返回。再次被匈奴拘捕。又滞留一年有余。元朔三年（前126年），匈奴军臣单于死，国内纷乱，与张骞脱身归汉。最後整個使隊數百人僅有他和張騫二人安全回國。归国后，汉武帝封他为奉使君。